# Oxide & Neutrino
Oxide & Neutrino ist das gemeinsame Musikprojekt des britischen DJs Alex Rivers (Oxide) und des Rappers Mark Oseitutu (Neutrino).

## Karriere
Die beiden Musiker lernten sich bei einem Piratensender in London kennen. Im April 2000 erschien unter dem Titel Bound 4 Da Reload (Casualty) die Debütsingle des Duos. Das Stück enthält Samples der Titelmelodie der BBC-Krankenhausserie Casualty. Oxide & Neutrino kombinierten dabei Breakbeats mit Rapeinlagen und elektronischer Musik und revolutionierten so den bisherigen Sound des britischen Garage House.
Die Single erreichte auf Anhieb Platz eins der britischen Charts. Auch das kurze Zeit später veröffentlichte Debütalbum Execute wurde ein Erfolg.
2001 schlossen sich die beiden dem Garage-Kollektiv So Solid Crew an. Ein zweites Album erschien im Oktober 2002.

## Diskografie

### Studioalben
| Jahr | Titel         | Höchstplatzierung, Gesamtwochen, AuszeichnungChartsChartplatzierungen (Jahr, Titel, Platzierungen, Wochen, Auszeichnungen, Anmerkungen) | Anmerkungen                          |
| Jahr | Titel         | UK | Anmerkungen                          |
| ---- | ------------- | --- | ------------------------------------ |
| 2001 | Execute       | UK11 Gold · (25 Wo.)UK | Erstveröffentlichung: Mai 2001       |
| 2002 | 2 Stepz Ahead | UK28 Silber · (3 Wo.)UK | Erstveröffentlichung: September 2002 |

Weitere Veröffentlichungen
- 2000: The Solid Sound of the Underground
- 2007: 2nd Chance
- 2013: Quarks & Leptons (EP)

### Singles
| Jahr | Titel Album                                              | Höchstplatzierung, Gesamtwochen, AuszeichnungChartsChartplatzierungen (Jahr, Titel, Album, Platzierungen, Wochen, Auszeichnungen, Anmerkungen) | Anmerkungen                                        |
| Jahr | Titel Album                                              | UK | Anmerkungen                                        |
| ---- | -------------------------------------------------------- | --- | -------------------------------------------------- |
| 2000 | Bound 4 Da Reload (Casualty) Execute                     | UK1 Silber · (16 Wo.)UK | Erstveröffentlichung: April 2000                   |
| 2000 | No Good 4 Me Execute                                     | UK6 Silber · (11 Wo.)UK | Erstveröffentlichung: Dezember 2000 feat. Megaman  |
| 2001 | Up Middle Finger Execute                                 | UK7 (10 Wo.)UK | Erstveröffentlichung: Mai 2001                     |
| 2001 | Remy on Da Floor Execute                                 | UK96 (1 Wo.)UK | Erstveröffentlichung: Mai 2001                     |
| 2001 | Devil’s Nightmare Execute                                | UK16 (5 Wo.)UK | Erstveröffentlichung: Juli 2001                    |
| 2001 | Rap Dis / Only Wanna Know U Cos Ure Famous 2 Stepz Ahead | UK12 (8 Wo.)UK | Erstveröffentlichung: November 2001                |
| 2002 | Dem Girlz (I Don’t Know Why) 2 Stepz Ahead               | UK10 (7 Wo.)UK | Erstveröffentlichung: September 2002 feat. Kowdean |